# Romeinse villa Valkenburg-Vogelenzang
De Romeinse villa Valkenburg-Vogelenzang, vroeger ook wel Ravensbosch genoemd, is een terrein met daarin de restanten van een Romeinse villa in de gemeente Valkenburg aan de Geul in de Nederlandse provincie Limburg. De villa was van het type villa rustica en behoort tot de tientallen Romeinse villacomplexen die op de Zuid-Limburgse lössgronden (deels) zijn opgegraven.

## Ligging
De restanten van de villa bevinden zich in een glooiend terrein aan de rand van het Ravensbosch nabij de buurtschap Strabeek. Het terrein ligt ten oosten van de Beekstraat. Aan de zuidzijde ligt de A79.
De villa lag op een helling aflopend naar het westen. Vanuit de villa keek men uit over het Geuldal. Vlakbij bevond zich stromend water in de beek de Strabeek. Ongeveer 700 meter zuidelijker liep destijds de Via Belgica, de belangrijke heirweg van Tongeren (Atuatuca Tungrorum) via Maastricht (Mosa Trajectum) en Heerlen (Coriovallum) naar Keulen (Colonia Claudia Ara Agrippinensium).
Zo'n 1500 meter noordwestelijker lag de Romeinse villa Groot Haasdal-Billich, ongeveer 1500 meter westelijker de Romeinse villa Houthem-Rondenbos en 1500 meter oostelijker de Romeinse villa Valkenburg-Heihof. Tussen de opgegraven restanten van de villa's Vogelenzang en Heihof bevond zich nog een villa, de Romeinse villa Valkenburg-Bosstraat. Het is mogelijk dat de daar opgegraven gebouwen tot één der eerder genoemde villa's behoorden.

## Geschiedenis
In de tweede helft van de 19e eeuw vonden hier de eerste archeologische opgravingen en sonderingen plaats.
In 1922 en 1923 werd het vermeende hoofdgebouw systematisch opgegraven door de archeoloog Remouchamps.
Sinds 1986 is het terrein wettelijk beschermd als rijksmonument.
In 1995 werd het terrein geïnspecteerd en lagen er fundamenten aan de oppervlakte. Er werden diverse dakpanfragmenten en bouwmateriaal uit de Romeinse tijd gevonden.

## Beschrijving
Het villacomplex stamt uit de 1e tot en met 3e eeuw en omvat een hoofdgebouw van ongeveer 37 bij 16 meter en een bijgebouw op 43 meter afstand van ongeveer 16 bij 8 meter.

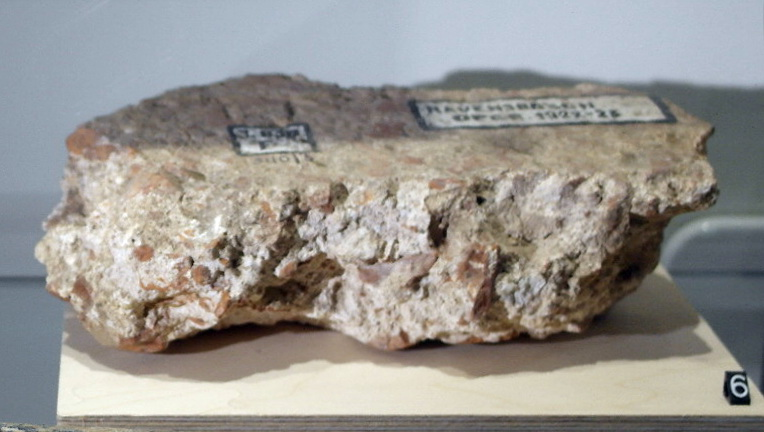
Romeins beton uit de villa Ravensbosch (Limburgs Museum, Venlo)